# أبو بكر الداجوني
أبو بكر الدّاجوني(1) محمد بن أحمد بن عمر بن أحمد بن سليمان الضرير الداجوني الكبير. ولد «أبا بكر الداجوني» سنة مائتين وثلاث وسبعين من الهجرة. وقد ذكره «الذهبي» ضمن علماء الطبقة الثامنة من حفاظ القرآن، كما ذكره «ابن الجزري» ضمن علماء القراءات، وله كتبٌ في القراءات. كان «الداجوني» من المحبين للقرآن الكريم فرحل في سبيل ذلك إلى الكثير من علماء هذا الفنّ وأخذ عنهم القراءات. وفي هذا يقول «ابن الجزري»: «أخذ «أبي بكر الداجوني» القراءة عرضا وسماعا عن «الأخفش بن هارون، ومحمد بن موسى الصوري، وموسى بن جرير، وعبد الله بن جبير، وعبد الرزاق بن الحسن، والعباس بن الفضل بن شاذان، وأحمد بن عثمان بن شبيب، وإسحاق الخزاعي، وأحمد بن محمد بن عبد الله البيساني» وغيرهم كثير».
وبعد أن تعلم «أبي بكر الداجوني» القراءات القرآنية، تصدر لتحفيظ القرآن وتعليم حروفه ورواياته، فتتلمذ عليه الكثيرون، منهم: أبو بكر بن مجاهد، وعبد الله بن محمد القبّاب الأصبهاني، وزيد بن أبي بلال الكوفي، والعباس بن محمد الداجوني الصغير، وأحمد العجلي، شيخ أبي علي الأهوازي، وعبد الله بن محمد بن فورك. وسمع منه الحروف «أحمد بن محمد النحاس، والحسن بن رشيق» .
وقد اشتهر الداجوني وذاع صيته، وأثنى عليه الكثيرون. يقول عنه «الداني»: «أبو بكر الداجوني إمام مشهور، ثقة، مأمون، حافظ، ضابط، رحل الى العراق، وإلى «الريّ» بعد سنة ثلاثمائة». توفي «أبي بكر الداجوني» في رجب سنة ثلاثمائة وأربع وعشرين من الهجرة عن إحدى وخمسين سنة.

## الملاحظات
- 1: نسبةً لـ «داجون» قرية من قرى «الرملة» بفلسطين، وتعرف اليوم «ببيت دجن».